# Implant

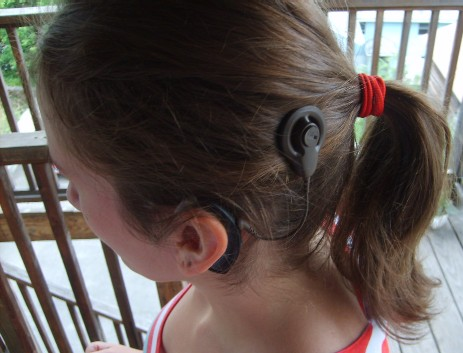
Implant ślimakowy Nucleus

Implant (z łac. im 'w' i plantare 'sadzić'), wszczep – ciało obce wszczepiane do organizmu w celu odtworzenia naturalnej funkcji lub estetyki uszkodzonego organu. Najczęściej stosowane są implanty zastępujące tkanki twarde.
Szeroko stosowane są implanty zastępujące kość lub stawy. W ortopedii dość częste są operacje wszczepienia endoprotezy stawu biodrowego. Nieco rzadziej są stosowane endoprotezy dla innych stawów, np. endoproteza stawu kolanowego.
Implanty bardzo szeroko stosowane są również w chirurgii estetycznej, na przykład w postaci najpopularniejszych silikonowych implantów piersi.
W świecie modyfikacji ciała termin ten odnosi się do implantów podskórnych, implantów transdermalnych bądź implantów w miejscach intymnych, wszczepianych nie zawsze przez dyplomowanych lekarzy.

## Implanty w stomatologii
Jednymi z najbardziej popularnych są implanty stomatologiczne, zastępujące utracone zęby. Implanty są jednak również stosowane np. do osadzania egzoprotez.
Współczesna implantologia ortopedyczna i stomatologiczna bazuje na zjawisku osseointegracji (osteointegracji) odkrytym przez Brånnemarka. Techniki implantologiczne obejmują w stomatologii również procedury rekonstrukcji kości np. podniesienie zatoki szczękowej. Wykonuje się je przy użyciu materiałów kościozastępczych lub kościotwórczych, które również są pewnego rodzaju
implantem. Bez tych zabiegów wszczepienie implantów u osób z zaawansowaną paradontozą lub chorych na osteoporozę jest praktycznie niemożliwe.
Implanty są szeroko stosowane w stomatologii, najpopularniejsze systemy to:
- Straumann
- Nobel Biocare
- Astra Tech
- BioHorizon
- Intralock
- Biomet 3i
- Zimmer
- Biocon

Proces implantacji można podzielić na:
- Jednofazowy – założenie odbudowy protetycznej na tej samej wizycie co implant
- Dwufazowy – późniejsze założenie implantu, dla szczęki minimalny czas to 5-6 miesięcy, dla żuchwy około 3 miesiące.

Ze względu na stosunkowe niskie ceny i wysokie kwalifikacje dentystów, Polska jest jednym z krajów odwiedzanych przez turystów dentystycznych.